# Еленско
 Тази статия е за историко-географската област.  За общината вижте Елена (община).  
Еленско е историко-географска област в Северна България, около град Елена.
Територията ѝ съвпада приблизително с някогашната Еленска околия, а днес включва община Елена, по-голямата част от община Златарица (без селата Горско Ново село, Родина, Сливовица и Чешма от Горнооряховско), част от община Антоново (селата Великовци, Голямо Доляне, Градинка, Греевци, Калнище, Крушолак, Манушевци, Равно село, Свирчово, Слънчовец, Стеврек, Старчище, Стройновци, Чеканци и Черна вода), както и селата Боринци, Дъбова, Кипилово и Стрелци в община Котел, Божевци, Зайчари, Средорек, Стара река и Изгрев в община Сливен и Миндя в община Велико Търново. Разположена е в Предбалкана и Стара планина около Еленската котловина и Еленските възвишения. Граничи с Горнооряховско и Омуртагско на север, Котелско на изток, Сливенско, Новозагорско и Казанлъшко на юг и Дряновско и Великотърновско на запад.